# 山西省 (汪兆銘政権)
山西省（さんせい-しょう）は中華民国臨時政府及び汪兆銘政権に存在した省。

## 沿革
1938年（民国27年）6月20日、中華民国臨時政府により山西省が設置され、1941年（民国30年）、汪兆銘政権が南京に成立すると中華民国臨時政府は華北政務委員会に改編、汪兆銘政権に合流した。同年11月に雁門道、冀寧道、上党道、河東道の4道が設置されている。

## 行政区画

### 道制
- 雁門道
- 冀寧道
- 上党道
- 河東道

## 歴代省長
- 蘇体仁：1940年3月30日 - 1943年1月28日

（中華民国臨時政府から継続して留任）
- 馮司直：1943年1月28日 - 1944年6月19日
- 王驤:1944年6月19日 - 〔1945年8月、廃止〕